# Mana
Mana ist in verschiedenen austronesischen Sprachen eine transzendente Kraft, die – unter anderem durch Leistungen und Taten – auf Menschen, aber auch auf Naturphänomene, übertragbar ist. Mana spielt eine zentrale Rolle in den traditionellen kulturellen und religiösen Überzeugungen der Völker Ozeaniens und hier insbesondere in der polynesischen Religion. Nach Robert Marett (1866–1943) ist diese Kraft die Grundlage der Idee des Animatismus.
Als wesentliches Element der aus der Religion Hawaiis abgeleiteten Huna-Lehre hat es Eingang in westlich geprägte Vorstellungen aus Esoterik und Neoschamanismus gefunden.

## Grundbedeutung
In seiner elementaren Bedeutung bedeutet Mana einfach Macht, sei diese spiritueller oder weltlicher Natur. Die polynesische Kultur sieht hier keinen grundsätzlichen Unterschied: Ein Mensch, der sich durch große Fähigkeiten, Kraft und Selbstvertrauen auszeichnet, besitzt ein bedeutendes Mana und damit – gemäß der polynesischen Überzeugung – zwangsläufig auch große spirituelle Energie.
Das Konzept dieser spirituellen Energie lässt sich in gewissen Grenzen mit ähnlichen Ideen aus anderen Kulturkreisen vergleichen wie z. B. Qi (Ch'i, jap. Ki), Prana, Orgon und Psi-Kraft. Mana beschreibt eine universelle Lebenskraft, die in jeder Erscheinung der weltlichen Realität fließt und diese mit Leben erfüllt. Mana im Sinne des polynesischen Denkansatzes muss an eine konkrete Form gebunden sein: Demzufolge hat jeder Stein, jeder Baum und auch jeder Mensch sein ganz persönliches Mana, ein spirituell-energetisches Kraftpotential, das sich gleichermaßen aus weltlichen und spirituellen Komponenten speist.
Mana und Tapu – beides Bezeichnungen aus dem pazifischen Kulturraum – sind zwei Bezugsgrößen, die, ähnlich wie Aktion und Reaktion, nicht voneinander zu trennen sind: Mana ist das sich verselbständigende, ein genau definiertes Verhalten auslösendes Stigma (eines Lebewesens, eines Objekts, eines Zustandes), Tapu ist die entsprechende (distanzierende) Vorkehrungsmaßnahme.

## Kulturelle Einordnung
In der polynesischen Sichtweise der Welt gab es keinen Unterschied zwischen „religiösen“ und „weltlichen“ Kräften. Diesseits und Jenseits waren für die Polynesier (wie auch für viele Indianer Nordamerikas und andere indigene Kulturen) gleichermaßen real und an der Ausformung der täglich erlebten Realität beteiligt. Also hatte man im alltäglichen Verhalten diesem Umstand Rechnung zu tragen.
Da Mana in der polynesischen Sicht als spirituelle Kraft einen sehr pragmatischen Inhalt hatte, wurde grundsätzlich dem Träger einer hohen gesellschaftlichen Stellung (und damit Macht) auch ein hoher spiritueller Status zuerkannt. So erhielten in der polynesischen Gesellschaft ererbte Adelstitel oder familiär weitergegebene Funktionen als Experten auf verschiedenen Fachgebieten einen hohen spirituellen Status. Die daraus entstehende Problematik konnte oftmals nur durch Kämpfe auch nahe verwandter Kontrahenten mit dem Tode eines der Beteiligten gelöst werden. Auch die Praxis vieler polynesischer Gesellschaften, mittels Adoption talentierte Glieder eines unbedeutenderen Zweiges der Familie näher an die ursprüngliche Abstammungslinie heranzuführen, findet hier ihre Erklärung: Näher an der Macht zu sein bedeutete für den so Geehrten eben auch mehr Mana zu besitzen.
Die polynesische Gesellschaftsordnung zeigt exemplarisch die Schwierigkeit auf, ein derartiges religiös-weltanschauliches Konzept auf die Ordnung einer Gesellschaft zu übertragen. Dennoch hat dieses Konzept der polynesischen Kultur über Jahrtausende erlaubt, in einem der gefährlichsten und am schwierigsten zu haltenden Siedlungsräume unseres Planeten zu überleben.

## Niedergang
Diese Untrennbarkeit spirituellen wie weltlichen Denkens in der polynesischen Kultur hatte allerdings auch verhängnisvolle Folgen, als die Kultur der Polynesier auf die der Europäer traf. Ausgehend von der Idee, dass weltliche Macht zwangsläufig auch spirituelle Macht repräsentierte, unterwarfen sich viele Völker Polynesiens ohne nennenswerten kulturellen Widerstand zu leisten den überlegenen Waffen der Europäer: Als z. B. die Māori auf Neuseeland den britischen Truppen unterlagen, gingen sie wie selbstverständlich davon aus, die Eroberer hätten das bessere oder größere Mana gehabt. In der Folge fiel es den Briten leicht, ihre vorgebliche kulturelle wie auch religiöse Überlegenheit in den eroberten Gebieten durchzusetzen. Viele Inhalte der polynesischen kulturellen Tradition gingen so unwiderruflich verloren.

## Aussicht
In den letzten Jahrzehnten erlebte die polynesische Kultur eine entschiedene Renaissance. Auch der Begriff des Mana im pragmatischen polynesischen Sinn findet neue Anerkennung.

## Religionswissenschaftliche Verwendung
Als wissenschaftlicher Begriff ist Mana in erster Linie mit der Theorie des Präanimismus von Robert Ranulph Marett verbunden. Dieser vertrat in seinem Buch The Threshold of Religion (1909) die Theorie, frühe Religionen seien keineswegs durch metaphysische Seelenkonzepte gekennzeichnet, sondern bezögen sich auf nicht-personifizierte außeralltägliche Mächte. Des Weiteren werde in solchen Gemeinschaften intellektuell nicht zwischen profaner Naturbeeinflussung und magischen bzw. religiösen Praktiken differenziert. (Siehe auch: Sackgassen der ethnologischen Religionsforschung).

## Verwendung in der Populärkultur
Eingang in die Populärkultur fand der Begriff zuerst durch die Verwendung in Larry Nivens 1969 erschienener Kurzgeschichte Not Long Before the End, in der Mana als natürliche Ressource beschrieben wird, mit deren Hilfe es Zauberern möglich ist, Zaubersprüche zu wirken.
In diesem Sinne wurde der Begriff in zahlreichen Werken aufgegriffen und popularisiert. So gehört der Begriff Mana heute als Bezeichnung für eine Form spiritueller Energie zum Standardvokabular insbesondere in Computerspielen, aber auch allgemein in Fantasymedien jeder Art (siehe Mana (Spiele)).